# Kreis Pärnu
Der Kreis Pärnu (estnisch Pärnu maakond oder Pärnumaa) ist ein Landkreis (maakond) in Estland. Hauptstadt ist Pärnu (deutsch Pernau).

## Geografie
Pärnumaa liegt im Südwesten des Landes am Rigaischen Meerbusen.

## Politik
Der Kreisverwaltung (maakonnavalitsus) steht ein Landrat (maavanem) vor, der von der estnischen Regierung auf fünf Jahre ernannt wird.

## Wappen
Beschreibung: In Gold ein rotgezungter und silber bewehrter schwarzer Bär.

## Städte und Gemeinden

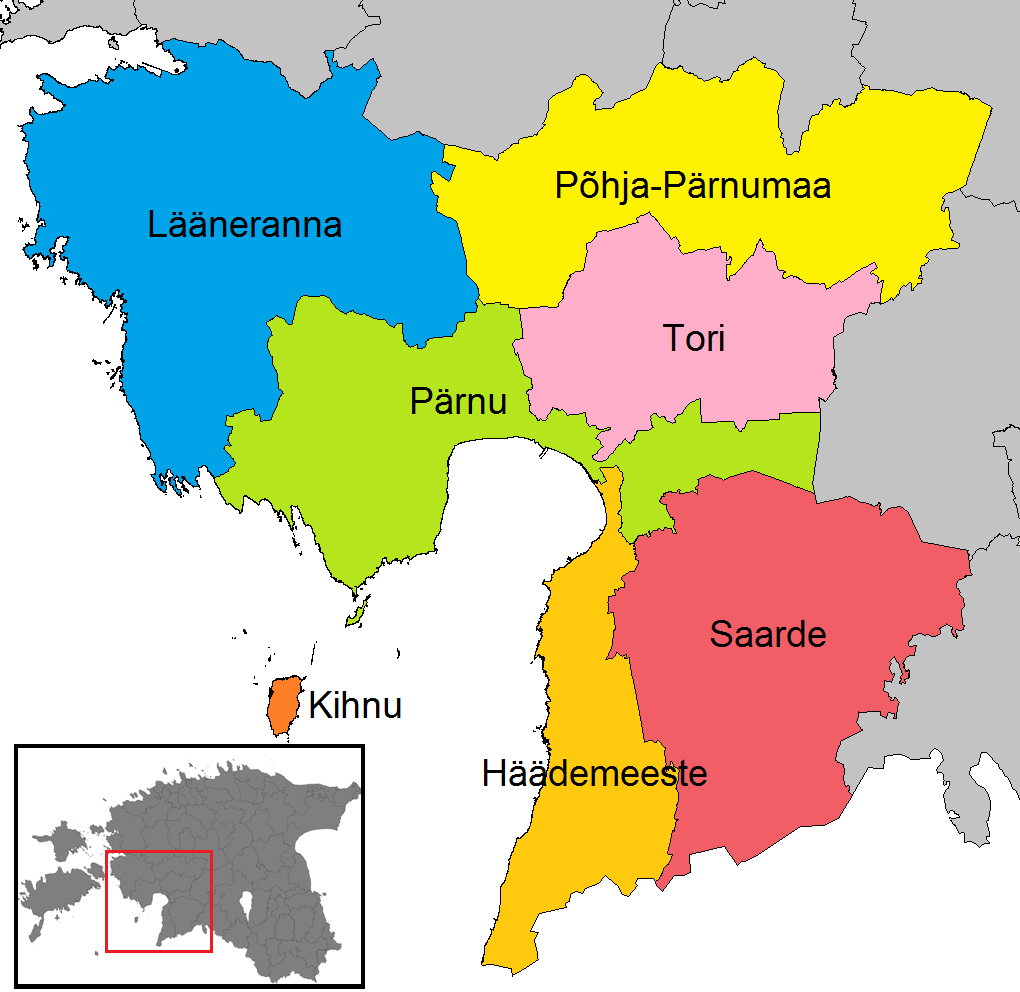
Städte und Gemeinden im Kreis Pärnu

Der Kreis setzt sich seit der Verwaltungsreform 2017 aus einer Stadt (estnisch linn) und 6 Landgemeinden (vallad bzw. alev) zusammen.

### Stadt
- Pärnu

### Gemeinden
- Lääneranna
- Põhja-Pärnumaa
- Tori
- Saarde
- Häädemeeste
- Kihnu

### Gemeindegliederung vor 2017
|    | Gemeinde                        | Fläche    | Einwohner |
| -- | ------------------------------- | --------- | --------- |
| 1  | Are vald (Arrohof)              | 159,6 km² | 1.425     |
| 2  | Audru vald (Audern)             | 378,8 km² | 5.152     |
| 3  | Halinga vald (Hallick)          | 365,5 km² | 3.706     |
| 4  | Häädemeeste vald (Gudmannsbach) | 390,3 km² | 3.363     |
| 5  | Kaisma vald (Kaisma)            | 184 km²   | 632       |
| 6  | Koonga vald (Kokenkau)          | 438,5 km² | 1.345     |
| 7  | Kihnu vald (Kühnö)              | 16,9 km²  | 632       |
| 8  | Lavassaare vald                 | 8 km²     | 605       |
| 9  | Paikuse vald                    | 194,9 km² | 3.328     |
| 10 | Pärnu linn (Pernau)             | 32,2 km²  | 53.563    |
| 11 | Saarde vald (Saara)             | 707 km²   | 5.288     |
| 12 | Sauga vald                      | 164,8 km² | 2.816     |
| 13 | Sindi linn                      | 5 km²     | 4.121     |
| 14 | Surju vald (Surry)              | 357,7 km² | 1.029     |
| 15 | Tahkuranna vald (Tackerort)     | 103,4 km² | 2.017     |
| 16 | Tootsi vald                     | 1,8 km²   | 1.042     |
| 17 | Tori vald (Torgel)              | 282,1 km² | 2.585     |
| 18 | Tõstamaa vald (Testama)         | 261 km²   | 1.634     |
| 19 | Varbla vald (Werpel)            | 313,8 km² | 1.049     |
| 20 | Vändra vald (Fennern)           | 458,2 km² | 2.600     |
| 21 | Vändra alev (Fennern)           | 3,3 km²   | 2.618     |